# Sarascelis namratae
Espèce
Synonymes
- Otiothops namratae Pillai, 2006

Sarascelis namratae est une espèce d'araignées aranéomorphes de la famille des Palpimanidae.

## Distribution
Cette espèce est endémique du Gujarat en Inde,. Elle se rencontre vers Bhavnagar.

## Description
Sarascelis namratae mesure 6,51 mm en moyenne

## Systématique et taxinomie
Cette espèce a été décrite sous le protonyme Otiothops namratae par Pillai en 2006. Elle est placée dans le genre Palpimanus par Prajapati, Hun et Raval en 2021 puis dans le genre Sarascelis par Sankaran en 2022.

## Étymologie
Cette espèce est nommée en l'honneur de Namrata, la fille de K. Gopalakrishna Pillai.

## Publication originale
- Pillai, 2006 : « Hitherto unknown palpimanid spider (Araneae: Palpimanidae) from India. » Entomon, vol. 31, p. 133-136.